# Wawerner Bruch
Das Naturschutzgebiet Wawerner Bruch liegt auf dem Gebiet des Landkreises Trier-Saarburg in Rheinland-Pfalz. Das 43,81 ha große Gebiet, das mit Verordnung vom 24. Januar 1990 unter Naturschutz gestellt wurde, erstreckt sich auf dem Gebiet der Ortsgemeinde Wawern westlich des Kernortes. Unweit westlich verläuft die B 51, unweit östlich und südlich die Landesstraße L 137. Bei dem Gebiet handelt es sich um eine Feuchtbiotopzone mit Schilfröhricht, Großseggen-Riedern und nassen Hochstaudenfluren sowie dem Teilstück eines verlandeten Saar-Mäanders.